# はくちょう座61番星
はくちょう座61番星 (61 Cygni) ははくちょう座にある恒星。観測機器を持たない観測者にとってはさほど目をひく恒星ではないが、その固有運動の大きさのために天文学者らに注目されてきた。連星系である。
ちなみに、まぎらわしいがはくちょう座16番星という太陽と同じタイプの恒星もある。

## 概要
| 太陽 | はくちょう座61番星A |
| ---- | ------------------- |
| 太陽 | Exoplanet           |

| 太陽 | はくちょう座61番星B |
| ---- | ------------------- |
| 太陽 | Exoplanet           |

はくちょう座61番星の固有運動は非常に大きく、地球から見るとほんの150年で満月の直径分の距離を移動するほどである。
年周視差を用いて恒星までの距離を測定する方法が考案されると、当時知られている恒星のうち最大の固有運動をもつはくちょう座61番星は格好のターゲットとなり、はくちょう座61番星は（太陽を除いて）史上はじめて地球との距離が確定された恒星となった。固有運動の大きな恒星が選ばれたのは、当時は固有運動の大きな星ほど近くにあると仮定されていたためである。この業績は、1838年にフリードリヒ・ヴィルヘルム・ベッセルによって達成され、現在用いられている11.4光年という数値に非常に近い値を割り出した。このことから、はくちょう座61番星は彼に因んだベッセル星という名でも呼ばれる。
その数年後、グルームブリッジ1830というさらに大きな固有運動をもつ恒星が発見された。しかしながら肉眼で見えるという条件であれば、はくちょう座61番星は今なお最も大きな固有運動を持つ恒星である。

## 連星系
肉眼では識別できないが、はくちょう座61番星は両方ともK型主系列星からなる連星系であり、それぞれはくちょう座61番星A、Bと符号を付けられている。明るい方のはくちょう座61番星Aは5.2等星（視等級）、暗い方のはくちょう座61番星Bは6.1等星である。主星はりゅう座BY型の回転変光星、伴星は閃光星だが、ともに変光範囲はごくわずかである。これらの星は共通の重心を653.2年かけて一周する。
7×50の双眼鏡を使うと、デネブの両眼視野2つ分南東に61番星が観測できる。より大きな双眼鏡か望遠鏡を用いると、連星を分解して観測することができる。

### 惑星の可能性
はくちょう座61番星Bには惑星もしくは伴星として褐色矮星が存在するという説があったが、これは精度が不十分な時代のアストロメトリ法による観測に基くものであり、現在は受け入れられていない。ドップラーシフト法やトランジット法による観測では、2012年現在では2つの恒星以外に伴星は見つかっていない。